# Espinosa de los Caballeros
Espinosa de los Caballeros – gmina w Hiszpanii, w prowincji Ávila, w Kastylii i León, o powierzchni 19,4 km². W 2011 roku gmina liczyła 108 mieszkańców.